# 仙王座PV
仙王座PV是一顆獵戶型的變星，它位於仙王座，與地球的距離超過1,600光年。

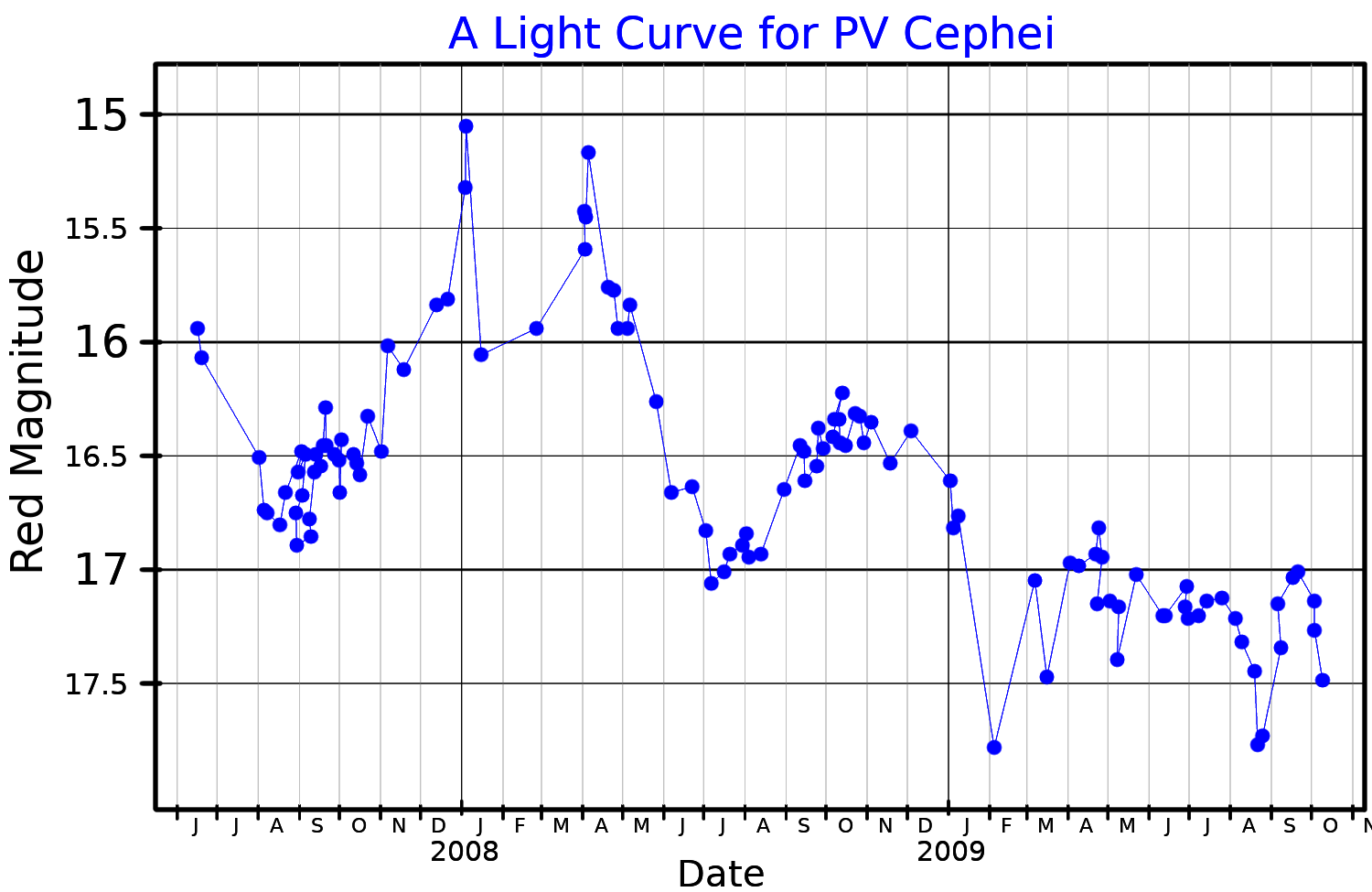
變星仙王座PV在紅波段的光變曲線。改編自洛倫澤蒂"等人"（2011）。